# Failaka
Failaka (arabisch فيلكا, DMG Failakā) ist eine Insel im Persischen Golf, die heute zu Kuwait gehört und ca. 20 km östlich vor der Stadt Kuwait im Meer liegt.

## Geschichte

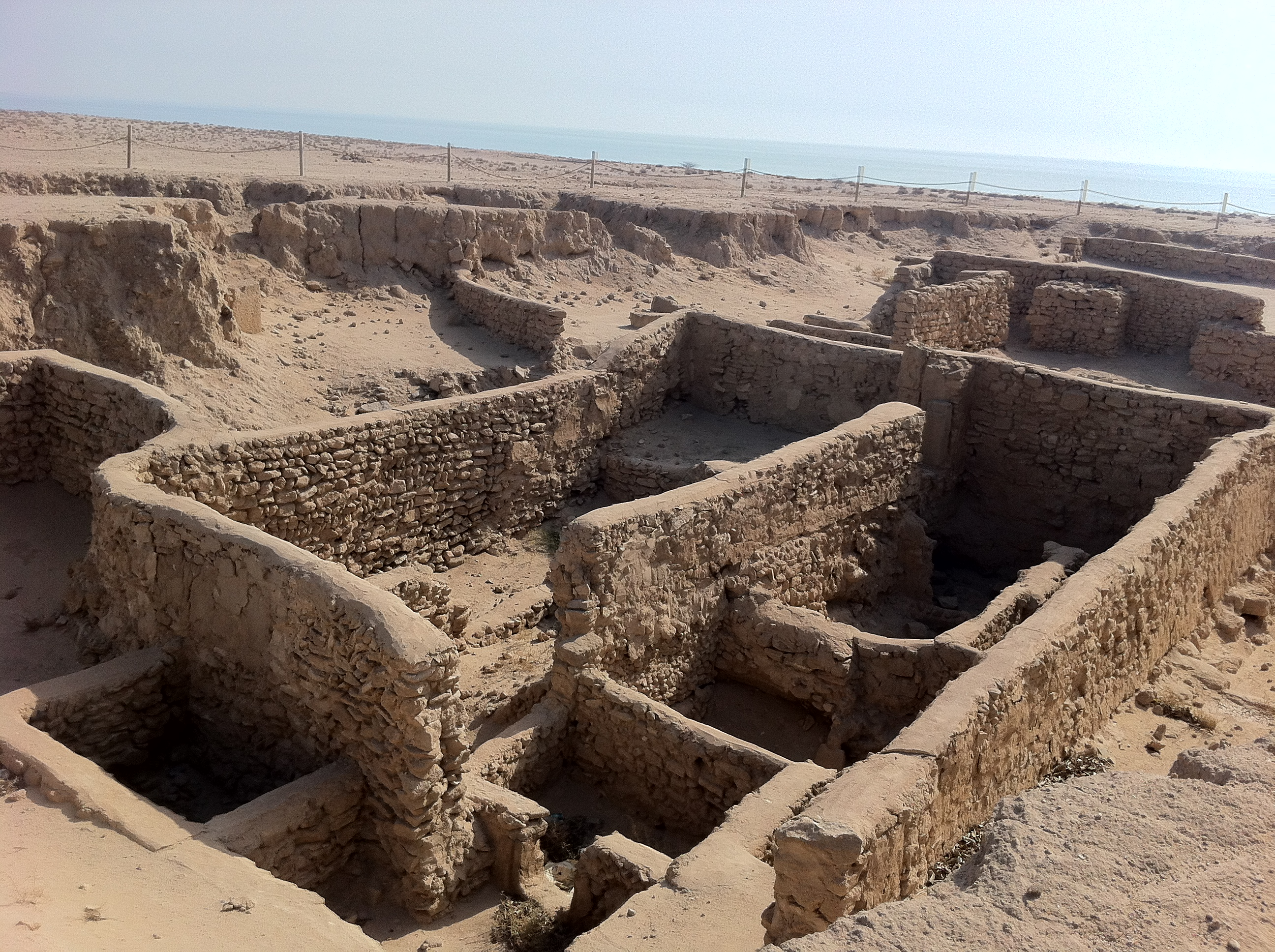
Antike Ruinen auf Failaka

Die Insel war schon im vierten vorchristlichen Jahrtausend besiedelt. An dem Chidr-Heiligtum (siehe dazu unten) wurden Bauten und Artefakte der Dilmunkultur gefunden. In der folgenden Zeit scheint sie unbesiedelt geblieben zu sein, bis sie um 300 v. Chr. von den Seleukiden als Flottenstützpunkt ausgebaut wurde. Von den Griechen wurde die Insel Ikaros genannt. Aus dieser Zeit stammen die Ruinen von zwei griechischen Tempeln auf der Insel. Die Insel war dann bis ins siebente oder achte nachchristliche Jahrhundert besiedelt. Die neuesten archäologischen Ausgrabungen auf der Insel werden durch die Kuwaiti-Slovak Archaeological Mission (KSAM) durchgeführt (2004, 2006, 2007).
Geschichtlich bedeutend war die Insel neben Dilmun als Süßwasserlieferant für die Stadt Kuwait, da es dort entsprechende Quellen gab.
Seit 1977 ist die Insel durch eine Trinkwasser-Offshore-Pipeline mit dem Festland verbunden.
Der Beginn der modernen Besiedlung ist unbekannt. Im Zweiten Golfkrieg mussten die Bewohner die Insel auf Befehl der Iraker verlassen und diverse Einrichtungen auf der Insel wurden zerstört. Heute ist die Insel wieder spärlich besiedelt und wird vornehmlich als Ausflugsziel genutzt.

## Bevölkerungsentwicklung
| Jahr        | 1957 | 1961 | 1965 | 1970 | 1975 | 1980 | 1985 |
| ----------- | ---- | ---- | ---- | ---- | ---- | ---- | ---- |
| Bevölkerung | 2442 | 2679 | 3279 | 3268 | 3962 | 4845 | 5832 |

## Das Chidr-Heiligtum
Am äußersten Ende einer kleinen Halbinsel, die die nordwestlichen Ecke der Insel markiert und einen kleinen Naturhafen westlich umschließt, befindet sich auf einer Felsklippe ein Heiligtum des islamischen Heiligen al-Chidr. Dieses wurde in der Vergangenheit häufig von Matrosen aufgesucht, die dort Gelübde erfüllten, wenn sie aus Seenot gerettet worden waren, indem sie dort ein Schaf oder eine Ziege opferten, Weihrauch abbrannten oder Spenden an die Armen darbrachten. Außerdem wird dem Heiligtum eine fruchtbarkeitsspendende Wirkung zugeschrieben, so dass es bis in die 1980er Jahre ein beliebtes Ausflugsziel für Frauen und Kinder aus Kuweit war, die dort Opferriten vollzogen. Freya Stark, die das Heiligtum 1937 besuchte, berichtet von Frauen, die nach der Geburt an dem Heiligtum Opferkerzen abbrennen, Blumen aufhängen und ein Opfertier schlachten ließen, manchmal auch eine Locke des Neugeborenen übersandten. Außerdem wurde an dem Heiligtum ein Frühlingsfest gefeiert, zu dem viele Pilger aus Persien und Belutschistan anreisten.
Das Chidr-Heiligtum von Failakah ist auch Thema der  1929 veröffentlichten Kurzgeschichte Munīra des kuweitischen Autor Chālid al-Faradsch, die die erste arabische Kurzgeschichte der Golfregion überhaupt darstellt. Sie erzählt, wie die unglückliche Protagonistin Munīra Gott gelobt, dem örtlichen Chidr-Heiligtum (mazār al-Ḫiḍr) zwanzig Schafe und hundert weiße Hähne als Schlachtopfer darzubringen, wenn sich das Herz ihres Ehemannes ʿAbd al-Qādir wieder aufheitere.
Salafistische Gelehrte, die die am Chidr-Heiligtum von Failaka vollzogenen Bräuche als Götzendienst und Aberglauben betrachteten, ließen es im Jahre 1938 einreißen. Doch wurde es danach von den lokalen Bewohnern, die zum größten Teil Schiiten sind, wieder aufgebaut. Im Innern des neuen Baus befand sich ein Lingam-förmiger Stein, auf dem die Opfergaben dargebracht wurden. Der salafistische Gelehrte Ahmad ibn ʿAbd al-ʿAzīz al-Hasīn ließ sich Anfang der 1970er Jahre von mehreren Gelehrten, darunter Abul Hasan Ali Nadwi und Muhammad Nāsir ad-Dīn al-Albānī, per Fatwa die Unzulässigkeit der Verehrung des Chidr-Heiligtums auf Failaka bestätigen. Daraufhin wurde es noch in den 1970er Jahren erneut durch Wahhabiten zerstört.